# Niskaluoma
Niskaluoma eller Niskaluomanjärvi är en sjö i Finland. Den ligger i kommunen Taivalkoski i landskapet Norra Österbotten, i den nordöstra delen av landet, 600 km norr om huvudstaden Helsingfors. Niskaluoma ligger 236,5 meter över havet. Arean är 60,6 hektar och strandlinjen är 3,99 kilometer lång. Sjön  ingår i Ijo älvs huvudavrinningsområde. 